# Louis Bretonnière
Pour les articles homonymes, voir Bretonnière.
Louis Bretonnière est un chirurgien français né le 18 mars 1923 à Saint-Étienne-de-Montluc et mort le 26 juillet 2020 à Savenay.

## Biographie
Louis Étienne Pierre Marie Joseph Bretonnière est le fils d'Étienne Bretonnière, greffier, et de Marie-Louise Horveno.
Après sa scolarité au lycée Saint-Stanislas, il suit ses études à l'École de médecine de Nantes. Interne en médecine au moment de la Seconde Guerre mondiale, il soigne les blessés lors des bombardements de Nantes.
En 1947, alors qu'il réalise un stage à l'Hôpital Pasteur de Berck, il rencontre Catherine Limozin, fille de Jean et Licette Limozin, qu'il épouse l'année suivante.
En 1960, il acquiert l'Agaissière à Savenay, propriété en friches d’une vingtaine d'hectares, qu'il restaure.
Installé comme chirurgien orthopédique à Nantes, il exerce essentiellement à la clinique Saints-Côme-et-Damien. L'un des pionniers français des greffes osseuses, il est président de la Société d'Orthopédie de l'Ouest de 1970 à 1975.
Catholique pratiquant, il est médecin du pèlerinage du Rosaire au Sanctuaire de Lourdes pendant de nombreuses années et donne parfois des consultations gratuites aux plus précaires.
Il se consacre également à des travaux bibliophiles et collectionne notamment les timbres et les souvenirs relatifs à Napoléon Bonaparte. Il s'intéresse à l'histoire de la Commune et en particulier à la personne de François Jourde. Il constitue une bibliothèque sur la Commune comptant plus de trois mille livres et brochures ainsi que de nombreuses peintures, gravures, affiches, cartes, journaux, autographes, etc. Il rédige un dictionnaire de dates. En 1971, à l'occasion du centenaire de la Commune, il met en place, avec le soutien et la participation d'Alexandre Hébert et d'André Bergeron, une grande exposition à la Bourse du travail de Nantes et à Saint-Denis.

## Travaux

### Publications
- L'internement des prévenus de la Commune à Rochefort (1871-1872), La Rochelle : Conseil général de la Charente-Maritime, DL 1995 (avec Roger Pérennès)
- 1871 : la Commune de Paris, 1991
- Centenaire de la Commune de 1871, Nantes, Chiffoleau, 1971